# Bengt Ådahl
Bengt Martin Andreas Ådahl, född 30 januari 1951 i Göteborg, är en svensk präst och biskop i Missionsprovinsen.
Han prästvigdes 1975 för Göteborgs stift inom Svenska kyrkan av Bertil Gärtner, och har bland annat tjänstgjort i 32 år som kyrkoherde i Slättåkra-Kvibille pastorat. Den 13 oktober 2018 valdes han till missionsbiskop för Missionsprovinsen och vigdes till detta ämbete den 27 april 2019. Han efterträdde då Roland Gustafsson. Ådahl har även varit aktiv som dekan i Svenska kyrkans fria synod.
Inför utnämningen till biskop i Missionsprovinsen uppmanades Ådahl av biskop Susanne Rappman att ansöka om att frånträda sin rätt att verka som präst i Svenska kyrkan, något som han uttalade att han inte avsåg att göra. I juni 2019 fråntog Domkapitlet i Göteborg Ådahl rätten att utöva prästämbetet. Ådahl överklagade beslutet, men detta avslogs av överklagandenämnden i december 2019.